# Knijpduiker

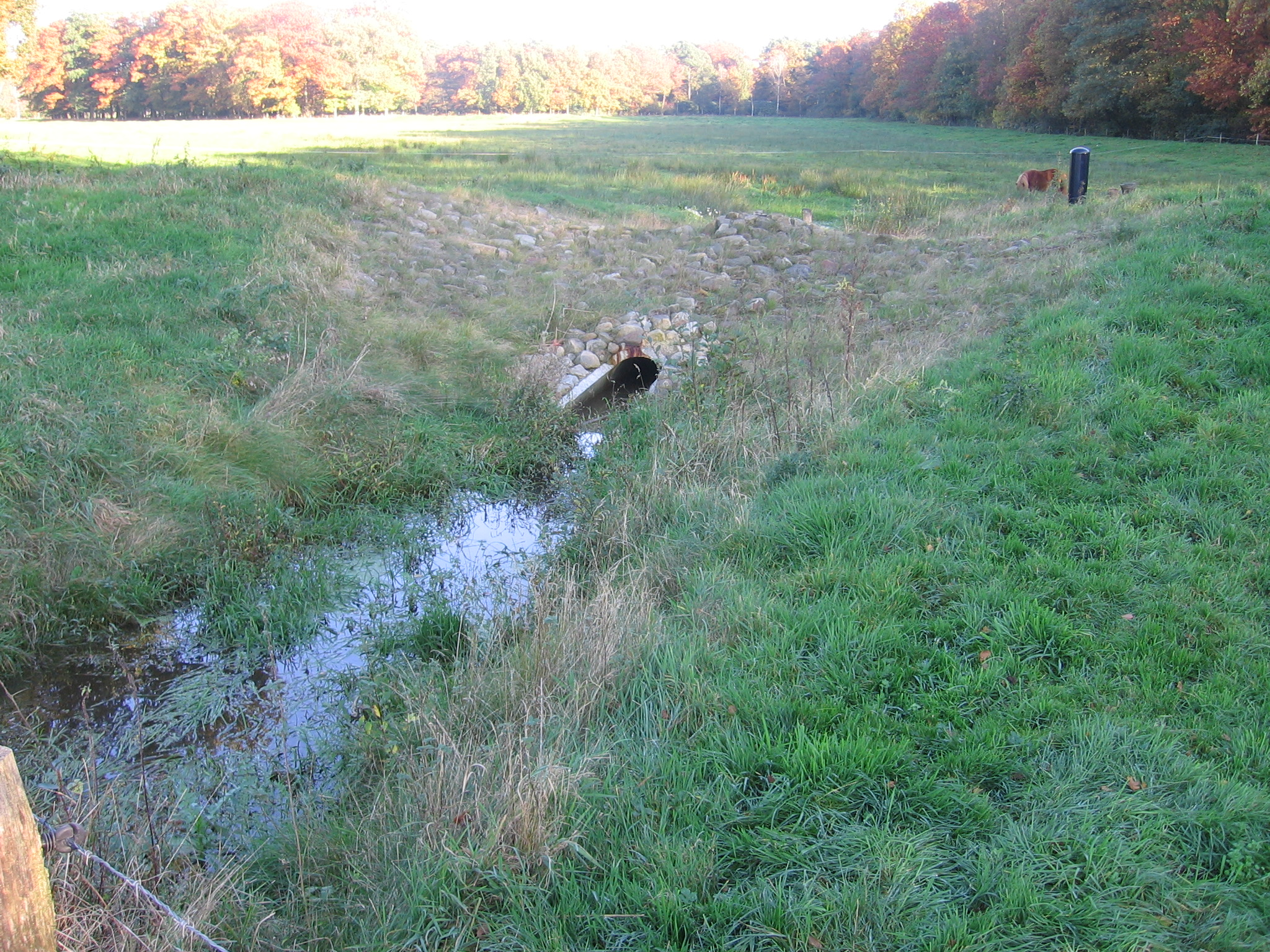
De knijpduiker van het retentiegebied Baasdam nabij Tubbergen

Een knijpduiker is een debietbegrenzende constructie (kunstwerk) die gebruikt wordt bij de inrichting van een retentiegebied. 
Het kan bestaan uit een duiker, een schuif of een houten constructie. In principe kan de normale afvoer van het stroomgebied in zijn geheel door de knijpduiker stromen. Als de afvoer echter aanzienlijk meer wordt bij hevige regenval, dan kan de knijpduiker de waterstroom niet meer verwerken en begint het water in het retentiegebied op te stuwen. Daarbij 'knijpt' de duiker de afvoer.
In sommige gevallen is de duiker gedeeltelijk met een houten schot toegedekt, zoals te zien is op de foto van de Hambroekermaten.

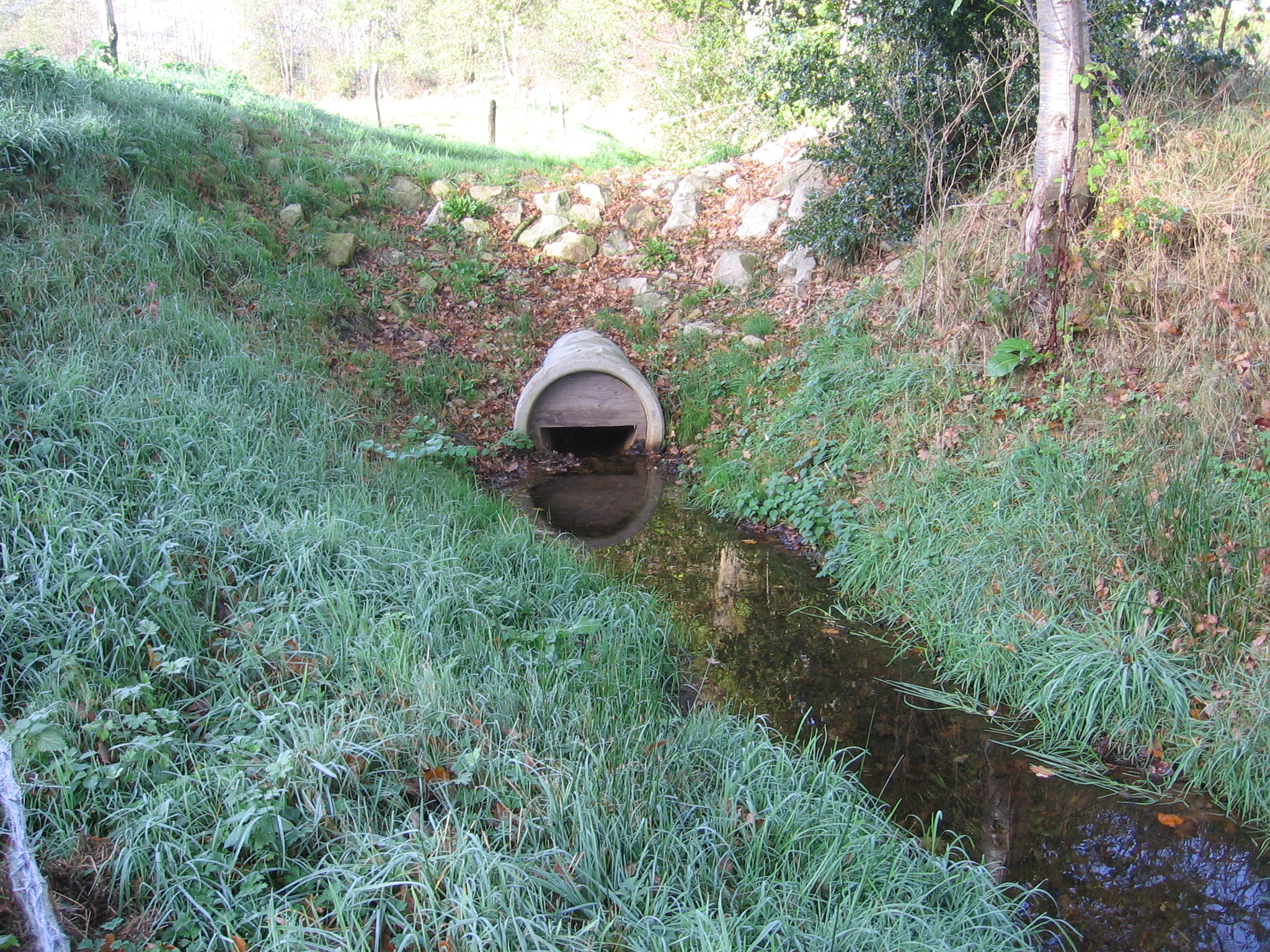
De knijpduiker van het retentiegebied Hambroekermaten nabij Tubbergen